# Тоннела, Мари-Антуанетт
Мари-Антуанетт Тоннела (1912—1980) — французский физик-теоретик и историк науки.
Получила степень доктора в Парижском университете. С 1945 г. работала в Национальном центре научных исследований (с 1956 г. — директор исследований) и с 1956 г. — профессор Парижского университета.
Работы по общей теории относительности, теории гравитации, классической теории поля, истории физики (оптики и теории относительности).

## Труды
- Основы электромагнетизма и теории относительности. Пер. с фр. М.: Иностранная литература, 1962. 488 с.